# Noriko Narazaki
Noriko Narazaki (n. 27 septembrie 1972, Yamato, Japonia) este o sportivă ce a reprezentat Japonia, medaliată olimpică. A participat la 2 ediții ale Jocurilor Olimpice (1996, 2000) în care a câștigat o medalie de argint.